# Yhemolee
 (octobre 2024).
La mise en forme du texte ne suit pas les recommandations de Wikipédia : il faut le « wikifier ».
Les points d'amélioration suivants sont les cas les plus fréquents. Le détail des points à revoir est peut-être précisé sur la page de discussion.
- Les titres sont pré-formatés par le logiciel. Ils ne sont ni en capitales, ni en gras.
- Le texte ne doit pas être écrit en capitales (les noms de famille non plus), ni en gras, ni en italique, ni en « petit »…
- Le gras n'est utilisé que pour surligner le titre de l'article dans l'introduction, une seule fois.
- L'italique est rarement utilisé : mots en langue étrangère, titres d'œuvres, noms de bateaux, etc.
- Les citations ne sont pas en italique mais en corps de texte normal. Elles sont entourées par des guillemets français : « et ».
- Les listes à puces sont à éviter, des paragraphes rédigés étant largement préférés. Les tableaux sont à réserver à la présentation de données structurées (résultats, etc.).
- Les appels de note de bas de page (petits chiffres en exposant, introduits par l'outil «  Source ») sont à placer entre la fin de phrase et le point final[comme ça].
- Les liens internes (vers d'autres articles de Wikipédia) sont à choisir avec parcimonie. Créez des liens vers des articles approfondissant le sujet. Les termes génériques sans rapport avec le sujet sont à éviter, ainsi que les répétitions de liens vers un même terme.
- Les liens externes sont à placer uniquement dans une section « Liens externes », à la fin de l'article. Ces liens sont à choisir avec parcimonie suivant les règles définies. Si un lien sert de source à l'article, son insertion dans le texte est à faire par les notes de bas de page.
- La présentation des références doit suivre les conventions bibliographiques. Il est recommandé d'utiliser les modèles {{Ouvrage}}, {{Chapitre}}, {{Article}}, {{Lien web}} et/ou {{Bibliographie}}. Le mode d'édition visuel peut mettre en forme automatiquement les références.
- Insérer une infobox (cadre d'informations à droite) n'est pas obligatoire pour parachever la mise en page.

Pour une aide détaillée, merci de consulter Aide:Wikification.
Si vous pensez que ces points ont été résolus, vous pouvez retirer ce bandeau et améliorer la mise en forme d'un autre article.
 (octobre 2024).
 (octobre 2024).
Le contenu est difficilement compréhensible vu les erreurs de traduction, qui sont peut-être dues à l'utilisation d'un logiciel de traduction automatique.
Yhemolee
Idowu Adeyemi (né le 4 avril 1993), plus connu sous son nom de scène Yhemolee, est un chanteur, acteur et personnalité des médias sociaux nigérian.Il a acquis une reconnaissance grâce à ses rôles dans l'industrie du divertissement. Il a souvent travaillé avec Asake et collaboré avec des artistes comme Chinko Ekun.
Il est également apparu dans la production Gang of Lagos, incarnant le personnage de Muri Toronto.

## Carrière
Yhemolee a d'abord commencé comme musicien, sortant plusieurs chansons. Sa musique, qui mélange des éléments d'Afrobeats avec des sonorités modernes, a rapidement attiré un public, notamment auprès des jeunes auditeurs. Idowu a gagné en visibilité à la suite de sa collaboration avec Chinko Ekun et Asake sur le single  Mon Cheri  de 2020,.
Lors des City People Entertainment Awards en 2020 organisés par City People Magazine, Yhemolee a remporté le prix du meilleur collaborateur de l'année pour son travail dans Mon Cheri. Il a également reçu des nominations pour The Force of Online Sensation – pour lequel il a remporté un Trendupp Award en 2024. Yhemolee a également été crédité d'avoir présenté le chanteur nigérian Asake au rappeur Olamide,. Cette introduction a été cruciale pour lancer la carrière réussie d'Asake dans l'industrie musicale nigériane. Olamide l'a ensuite signé sur son label YBNL, aidant Asake à devenir une célébrité dans une interview avec Chude Jideonwo.
La carrière d'acteur de Yhemolee a également décollé avec des rôles dans des films de Nollywood. Ses performances ont été saluées pour sa polyvalence, il a été présenté dans plusieurs films de Nollywood dont Traffic (2020), Reach (2020), Hotel Labamba (2023),, et IjeBaby Chopping Center (2022).
Idowu a acquis une grande renommée pour son interprétation de Muri Toronto, dans Gang of Lagos,.

## Vie personnelle
Le 6 septembre 2024, Yhemolee a épousé sa partenaire de longue date, Oyin Tayo (Thayour B), sur l'île Victoria, à Lagos,. L'événement a réuni des invités dont Timi Dakolo, Zlatan, Rahaman Jago, Poco Lee et Soso Soberekon,. Adeyemi a annoncé sur Instagram qu'il attend son premier enfant avec sa femme.

## Discographie

### Chansons
- Mon Cheri ft. (Asake, Chinko Ekun et Ashidapo) (2020)
- Toutes les filles avec ( Dandizzy, YKB ) (2020)

### Ép.
- Olowo Eko

## Filmographie

### Télévision
| Année | Titre                     | Rôle    | Réf.   |
| ----- | ------------------------- | ------- | ------ |
| 2022– | Centre de découpe IjeBaby | CK      |        |
| 2023– | Sibé                      | Clients | [ 21 ] |

### Film
| Année | Titre              | Rôle           | Réf. |
| ----- | ------------------ | -------------- | ---- |
| 2019  | Statue en or       | Rôle récurrent |      |
| 2020  | Trafic             | Yhemolee       |      |
| 2020  | Atteindre          | Ebuka          |      |
| 2023  | Les gangs de Lagos | Muri Toronto   |      |
| 2023  | Hôtel Labamba      | Scodi          |      |

## Prix et nominations
| Année | Événement                             | Catégorie                         | Travail                                         | Résultat   | Réf. |
| ----- | ------------------------------------- | --------------------------------- | ----------------------------------------------- | ---------- | ---- |
| 2020  | Prix du divertissement City People    | Meilleure collaboration           | Mon Cheri ft. ( Asake, Chinko Ekun et Ashidapo) | Lauréat    | ,    |
| 2020  | Prix du divertissement City People    | Chanson populaire de l'année      | Lui-même pour Mon Cheri                         | Nomination | ,    |
| 2020  | Prix du divertissement City People    | Acte comique de l'année           | Se                                              | Nomination | ,    |
| 2020  | Prix du divertissement City People    | Musique de rue de l'année         | Lui-même pour Mon Cheri                         | Nomination | ,    |
| 2023  | Prix de l'Académie du cinéma africain | Meilleur film nigérian            | Gang de Lagos                                   | Nomination |      |
| 2024  | Prix Trendupp                         | La force de la sensation en ligne | Se                                              | Lauréat    | ,    |